# Survivor Austrálie
Survivor Austrálie (anglicky Australian Survivor) je australská reality show stanice Network 10. Vítěz obdrží 500 000 A$. Soutěž je založená na formátu Survivor.
Show se poprvé vysílala v roce 2002 na stanici Nine Network, která od roku 2023 vlastní práva na vysílání americké verze této reality show. V roce 2006 se na Seven Network vysílala série s celebritami. Obě verze trvaly pouze jednu sezónu kvůli nízké sledovanosti.
V listopadu 2015 Network 10 oznámil, že v roce 2016 soutěž znovu oživí. Série se začala vysílat 21. srpna 2016. Na rozdíl od svých předchůdců byla show obnovena pro další sérii v roce 2017 a od té doby je úspěšná. K roku 2025 australský Survivor odvysílal dvanáctou sérii s názvem "Brains V Brawn II", která měla premiéru 17. února 2025. Série se natáčela na ostrově Upolu ve státě Samoa. Show je chystána pro její nadcházející 13. sérii a 11. sérii aktuální iterace na Network 10.
V roce 2022 byla poprvé v Česku na platformě Voyo uvedena pátá série. V roce 2023 následovala série šestá.

## Pravidla
Show probíhá podle stejného základního formátu, jako ostatní verze Survivor. Z počátku je skupina trosečníků rozdělena do dvou nebo tří kmenů a jsou odvezeni na opuštěnou a izolovanou lokaci. Jsou nuceni přežívat v divočině bez jakýchkoli moderních vymožeností po dobu několika týdnů. Náročné fyzické a intelektuální souboje jsou využívány, aby se kmeny postavily proti sobě. Odměnou jim může být jídlo, vybavení pro snadnější přežití nebo kmenová imunita, což nutí druhý kmen k návštěvě kmenové rady, kde musí tajným hlasováním vyloučit jednoho ze svého kmene. 
Zhruba v polovině hry jsou kmeny sloučeny v jeden a souboje se od této chvíle zakládají na individuálních dovednostech. Individuální imunita nyní chrání pouze jednotlivce. Většina trosečníků vyloučených na kmenových radách opustí hru i ostrov, jdou do hotelu a vrátí se do hry jako člen poroty. Porota se účastní všech následných kmenových rad a sbírá cenné informace k nejdůležitějšímu rozhodnutí: na závěrečné radě, kdy ve hře jsou jen dva nebo tři trosečníci, zvolí posledního přeživšího.

## Seznam sezón
| No.                             | Podnázev                    | Informace o hře                                | Informace o hře   | Informace o hře    | Informace o hře | Informace o hře | Informace o hře | Výsledky          | Výsledky                                 | Výsledky  | Moderátor           |
| ------------------------------- | --------------------------- | ---------------------------------------------- | ----------------- | ------------------ | --------------- | --------------- | --- | ----------------- | ---------------------------------------- | --------- | ------------------- |
| No.                             | Podnázev                    | Lokace                                         | Datum zahájení    | Datum ukončení     | Dny             | Trosečníci      | Původní kmeny | Vítěz             | Druhý                                    | Hlasování | Moderátor           |
| Původní iterace (2002, 2006)    |                             |                                                |                   |                    |                 |                 | |                   |                                          |           |                     |
| 1                               | –                           | Whaler´s Way, Poloostrov Eyre, Jižní Austrálie | Listopad 2001     | Prosinec 2001      | 39              | 16              | Dva kmeny po osmi trosečnících | Rob Dickson       | Sciona Browneová                         | 5–2       | Lincoln Howes       |
| 2                               | Celebrity Survivor: Vanuatu | Efate, Shefa, Vanuatu                          | Květen 2006       | Červen 2006        | 25              | 12              | Dva kmeny po šesti trosečnících rozdělené podle pohlaví, s jednou osobou jiného pohlaví                                                 | Guy Leech         | Justin Melvey                            | 3–2       | Ian "Dicko" Dickson |
| Iterace Network 10 (2016-dosud) |                             |                                                |                   |                    |                 |                 | |                   |                                          |           |                     |
| 3                               | –                           | Upolu, Samoa                                   | 23. května 2016   | 18. července 2016  | 55              | 24              | Tři kmeny po osmi trosečnících | Kirstie Bennette  | Lee Carseldine                           | 8–1       | Johnatan LaPaglia   |
| 4                               | –                           | Upolu, Samoa                                   | 6. května 2017    | 30. června 2017    | 55              | 24              | Dva kmeny po dvanácti trosečnících | Jericho Malabonga | Tara Pitt                                | 6–3       | Johnatan LaPaglia   |
| 5                               | Šampioni vs. Vyzyvatelé     | Savusavu, Fidži                                | 3. května 2018    | 21. června 2018    | 50              | 24              | Dva kmeny po dvanácti trosečnících, rozdělených podle statusu: "Šampioni" (nadprůměrně úspěšní) nebo "Vyzyvatelé" (podceňovaní)         | Shane Gould       | Sharn Coombes                            | 5–4       | Johnatan LaPaglia   |
| 6                               | Šampioni vs. Vyzyvatelé     | Savusavu, Fidži                                | 4. května 2019    | 22. června 2019    | 50              | 24              | Dva kmeny po dvanácti trosečnících, rozdělených podle statusu: "Šampioni" (nadprůměrně úspěšní) nebo "Vyzyvatelé" (podceňovaní)         | Pia Miranda       | Baden Gilbert                            | 9–0       | Johnatan LaPaglia   |
| 7                               | All Stars                   | Savusavu, Fidži                                | 26. srpna 2019    | 14. října 2019     | 50              | 24              | Dva kmeny po dvanácti navrátilcích | David Genat       | Sharn Coombes                            | 8–1       | Johnatan LaPaglia   |
| 8                               | Brains V Brawn              | Cloncurry, Queensland                          | 24. dubna 2021    | 10. června 2021    | 48              | 24              | Dva kmeny po dvanácti trosečnících, rozdělených podle vlastností: "Brains" (intelekt) a "Brawn" (síla)                                  | Hayley Leak       | George Mladenov                          | 7–2       | Johnatan LaPaglia   |
| 9                               | Blood V Water               | Charters Towers, Queensland                    | 7. října 2021     | 22. listopadu 2021 | 47              | 24              | Dvanáct párů, včetně nových a vracejících se trosečníků, každý již s existujícím vztahem, rozdělených do dvou kmenů po dvanácti.        | Mark Wales        | Chrissy Zaremba & Shayelle "Shay" Lajoie | 10–0–0    | Johnatan LaPaglia   |
| 10                              | Heroes V Villains           | Upolu, Samoa                                   | 9. srpna 2022     | 24. září 2022      | 47              | 24              | Třináct nových trosečníků a jedenáct navrátilců, rozdělených do dvou kmenů po dvanácti podle "hrdinských" a "padoušských" rysů.         | Liz Parnov        | Gerry Geltch & Matt Sharp                | 7–0–0     | Johnatan LaPaglia   |
| 11                              | Titans V Rebels             | Upolu, Samoa                                   | 1. srpna 2023     | 16. září 2023      | 47              | 24              | Dva kmeny po dvanácti trosečnících, rozdělených podle vlastností: "Titans" (nadprůměrně úspěšní) a "Rebels" (porušovatelé pravidel)     | Feras Basal       | Caroline Courtis                         | 9–0       | Johnatan LaPaglia   |
| 12                              | Brains V Brawn II           | Upolu, Samoa                                   | 18. července 2024 | 2. září 2024       | 47              | 24              | Dva kmeny po dvanácti trosečnících, rozdělených podle vlastností: "Brains" (intelekt) a "Brawn" (síla)                                  |                   |                                          |           | Johnatan LaPaglia   |
| 13                              | Australia V The World       | Upolu, Samoa                                   | 23. září 2024     | 7. října 2024      | 16              | 14              | Dva kmeny po sedmi navrátilcích, rozdělených podle původní iterace Survivor: Australian Survivor a trosečníci z jiných iterací Survivor |                   |                                          |           | Johnatan LaPaglia   |